# Arbeitsgemeinschaft Sozialpolitischer Arbeitskreise
Die Arbeitsgemeinschaft Sozialpolitischer Arbeitskreise (AG SPAK) ist eine 1970 gegründete Vereinigung, die Projektbereiche der Sozialpolitik miteinander vernetzt und die Projektarbeit wissenschaftlich begleitet.

## Geschichte
Die evangelischen und katholischen Studierendengemeinden in Deutschland hatten in den 1960er-Jahren gemeinsame Sozialpolitische Arbeitskreise entwickelt, die sich zu einer Arbeitsgemeinschaft mit den verschiedenen Schwerpunkten zusammenschlossen. Sowohl die wissenschaftliche als auch die politische und emanzipatorische Arbeit standen dabei im Vordergrund.

## Ziele
Die AG SPAK sieht ihre Aufgaben in
- der Struktur- und Finanzierungshilfe für selbstorganisierte Initiativen und Selbsthilfegruppen,
- der Durchführung eines alle zwei Jahre stattfindenden "Sozialpolitischen Forums" und diverser Tagungen, um sozialpolitische Initiativen zu verbinden und neue entstehen zu lassen,
- der Initiierung und Durchführung von Kampagnen, die Wege für eine emanzipatorische Zukunft für den Staat aufzeigen sollen (Beispiel: „Existenzgeld für alle“), sowie
- der Entwicklung und Diskussion von Konzepten alternativer Ökonomien und einer alternativen Sozialpolitik als Modelle für eine solidarische Wirtschaft.

## Arbeitsbereiche
Der AG SPAK unterhält verschiedene Arbeitsbereiche, die tätig sind in
- Feldern der Selbstbestimmung und Selbstorganisation in der freien Jugend- und Sozialpolitik
- in der Stärkung von Betroffenen in sozialen Ausgrenzungssituationen, wie beispielsweise
  - dem Gefängnis,
  - der Psychiatrie oder
  - der Heimunterbringung
- der Entwicklung sozialpolitischer Alternativen wie beispielsweise dem selbstbestimmten Leben von Behinderten oder Jugendarbeit als Alternative zur Justizvollzugsanstalt (siehe auch Empowerment)
- der gemeinwesenorientierten Sozialarbeit und dem Community Organizing
- und unterhält einen Theoriearbeitskreis Alternative Ökonomie, in der schwerpunktmäßig zu den Themen Selbstverwaltung von Betrieben, Neue Arbeit, solidarisches Wirtschaften und Genossenschaften geforscht wird.

Im August 2006 bestehen folgende Arbeitsbereiche:
- Ambulante Hilfsdienste/Assistenzgenossenschaften
- Tauschringe/Sozialberichte
- Neue ambulante Maßnahmen (JGG § 10)
- Existenzgeld/Sozialhilfe
- Jugendumweltprojekte
- Theoriearbeitskreis Alternative Ökonomie
- Kinder- und Jugendzentrum Bahnhof Göhrde
- Gemeinwesenarbeit/Gemeinwesenökonomie
- Psychiatrie
- Arbeitskreis Freire
- Kulturarbeit
- Jugendwohngemeinschaften
- Archiv

Ausgangspunkt bei der Arbeit in den verschiedenen Bereichen ist, dass die Betroffenen als Experten gelten.

## Struktur
Die AG SPAK besteht aus Kontaktpersonen und Gruppen, die in den verschiedenen Arbeitsbereichen tätig sind. Koordiniert wird diese Arbeit über die Bundesgeschäftsstelle.
1990 wurde die Sozialpolitische Gesellschaft e. V. als Schwesterorganisation der AG SPAK gegründet, um die Arbeit der AG SPAK zu fördern und neue Möglichkeiten der Zusammenarbeit zu erschließen.
Kommuniziert wird über Rundschreiben, der Herausgabe von Rundbriefen und einem Forum im Internet. Publikationen werden im Verlag AG SPAK Bücher herausgegeben.
Die Seminare finden unter dem Label Sozialpolitische Akademie SPAK statt.
Die Geschäftsstelle befindet sich in den Räumlichkeiten der Kultur- und Begegnungsstätte Eulenspiegel in Wasserburg (Bodensee).